# 新馬莫雷
10°24′07″S 65°19′36″W / 10.40194°S 65.32667°W
新馬莫雷（葡萄牙語：Nova Mamoré），是巴西的城鎮，位於該國西北部，由朗多尼亞州負責管轄，始建於1988年6月15日，面積10,072平方公里，2010年人口22,546，人口密度每平方公里2.24人。